# Campagne de Biscaye
Guerre d'Espagne
La campagne de Biscaye, également connue sous le nom d’offensive de Biscaye, a eu lieu dans la province du même nom ainsi qu'une partie de la province d'Alava et de Guipuscoa durant le printemps 1937, pendant la guerre civile espagnole.
Cette campagne regroupe une série de combats et de batailles qui ont eu pour théâtre la province de Biscaye, qui a vu républicains et nationalistes espagnols s'affronter afin de prendre le contrôle de la province basque, et plus particulièrement sa capitale, Bilbao. Son emplacement stratégique dans le front du Nord, mais aussi ses industries lourdes et les usines d'armement en faisaient un lieu hautement important aux yeux des deux camps.

## Contexte
Biscaye est une des trois sous-régions qui forment le Pays Basque, Euskadi, en Basque. Concrètement, Biscaya était la province qui concentrait la majeure partie de l'industrie du Pays Basque - mais aussi un des pôles industriels les plus importants de toute l'Espagne -, particulièrement aux abords de sa capitale, Bilbao. La ville avait été officiellement établie comme telle par le gouvernement de la Seconde République peu après le début de la Guerre Civile - même si cette décision avait déjà été ratifiée au début de l'année 1936. Cette autonomie fut attribuée comme récompense pour le ralliement du Parti Nationaliste Basque à la cause de la République. Toutefois, la primauté politique du nationalisme basque dans la région impliquait l'hégémonie d'un parti ouvertement conservateur et catholique, qui par nécessité, dut s'allier, pendant la guerre, aux partis de gauche et aux groupes anarchistes : telles furent les bases du camp républicain.
En septembre 1936, le Eusko Gudarostea (armée dirigée par le gouvernement basque fraîchement formé de José Antonio Aguirre, et constitué de plusieurs bataillons d'idéologies différentes, mais alliées à la cause républicaine) fit face aux troupe d'Emilio Mola, seul en Biscaye et dans la partie ouest de Guipuscoa. Ces zones étaient les plus densément peuplées du Pays Basque et dès lors, furent lancées des offensives locales pour tenter, sans succès, d'expulser les Nationalistes, dominants en Alava et en Navarre. Après le cuisant échec de celles-ci, le gouvernement basque et la direction du Eusko Gudarostea convinrent de la nécessité d'adopter une stratégie penchée vers la défense, au vu de l'incapacité des troupes basques de s'imposer face à la puissante infanterie de Mola.

## Forces en présence

### Forces Républicaines
L'Armée Républicaine du Nord était sous les ordres de Francisco Llano de la Encomienda, mais ce titre était plus administratif que réellement effectif, si bien qu'il existait trois groupes distincts - avec peu de coopération entre eux - responsables des territoires républicains du Nord : les Asturies, Santander et Biscaye. En ce qui concerne cette dernière province, les troupes étaient en partie constituées de l'Eusko Gudarostea, soumises aux ordres du Gouvernement Provisoire du Pays Basque de José Antonio Aguirre.

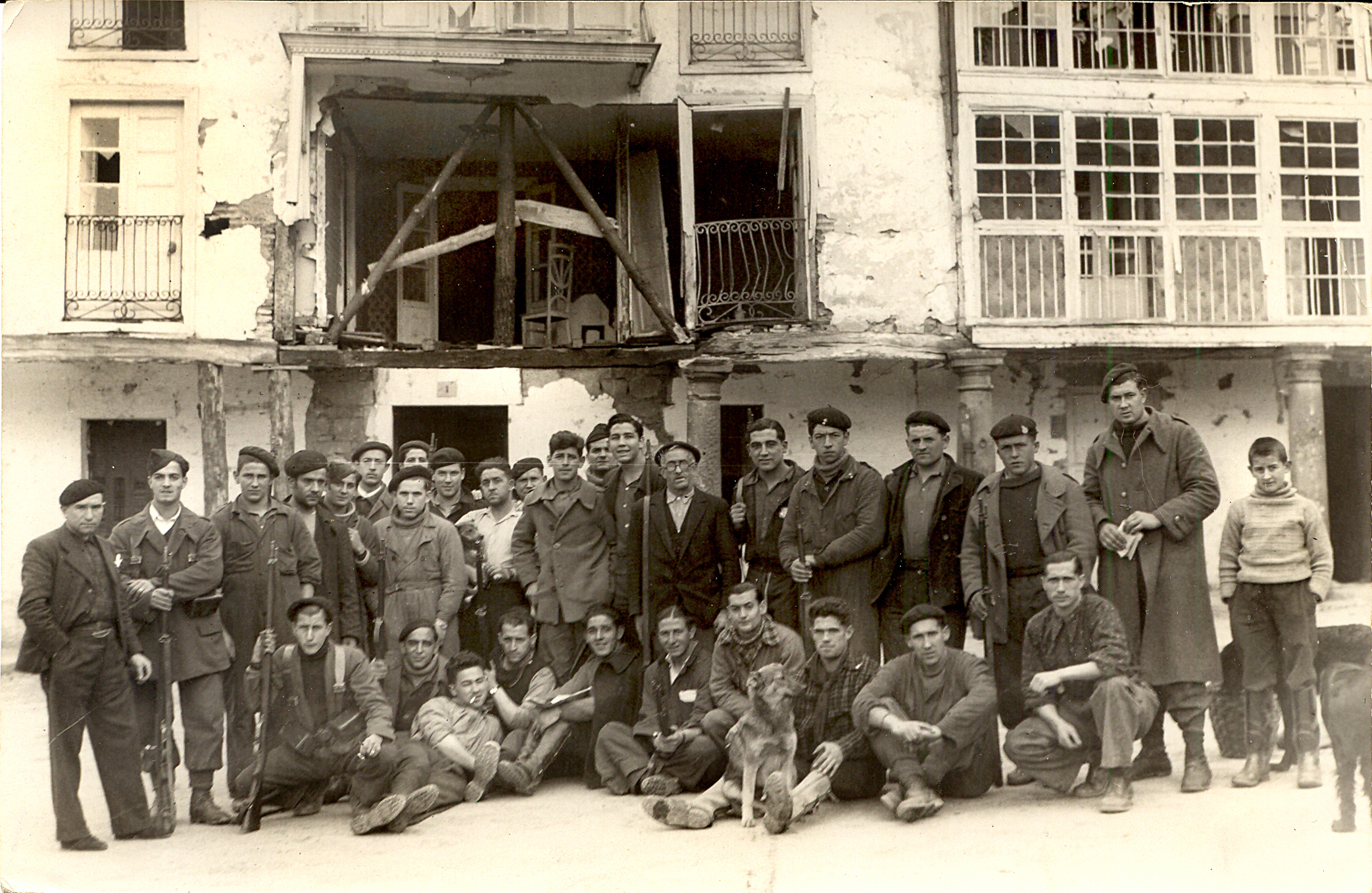
Un groupe de gudaris basques en Guipuscoa, en première ligne de la Guerre Civile Espagnole

Au début du printemps, 46 bataillons d'infanterie avaient pu se réunir, pour un total de 30 000 hommes. Parmi ceux-ci, 27 bataillons de nationalistes basques, 8 de socialistes, et le reste un mélange de jeunes, de communistes et d'anarchistes. Ralliés à eux, 10 bataillons asturiens, impopulaires auprès des Nationalistes basques. Ces troupes étaient soutenues par 75 pièces d'artillerie, et par quelques chars T-26 et FT-17 - ces derniers s'avérant totalement inutiles. En ce qui concerne les airs, les Basques disposaient d'environ 25-30 avions, des biplans obsolètes réquisitionnés, ou achetés auprès de trafiquants d'armes en France. Cas unique en Espagne Républicaine, étaient présents des corps militaires religieux, formés par 82 prêtres, dont l'action consistait principalement à assister les Nationalistes basques.

#### La Ceinture de Fer
Afin de tenter d'éviter la chute de Biscaye aux mains des Franquistes, le Gouvernement Basque érigea une ligne de défense statique, surnommée la Ceinture de fer, formée de fortins et de places-fortes de béton, vouées à défendre Bilbao, sous les instructions du Général Alberto de Montaud y Noguerol. Son efficacité militaire fut rapportée élogieusement par certains, critiquée par d'autres.
En tous points, en tant que conception militaire, la Ceinture s'inscrivait dans la lignée de la stratégie de défense statique menée par le Haut-Commandement français pendant la Première Guerre Mondiale, laquelle était à l'époque partagée par la plupart des puissances du monde. Toutefois, ce furent ses propres concepteurs qui la conduisirent à l'échec, en trahissant la cause Républicaine. Certains d'entre eux, découverts agents-doubles, furent fusillés. L'ingénieur monarchiste Alejandro Goicoechea, qui réussit à franchir les lignes de front, emportant les plans du dispositif défensif, les délivra aux Nationalistes. La Ceinture de Fer n'était quoi qu'il en soit pas un système parfait sur le plan défensif, puisque quelques uns de ses points étaient si faibles qu'ils rendaient tout le reste complètement inutile face à la pénétration continue et massive des troupes franquistes.

### Forces nationalistes
PAGE EN COURS DE TRADUCTION DEPUIS L'ARTICLE ESPAGNOL
Notes et références
1. ↑  Hugh Thomas, pág. 665.
2. ↑  (es) Gabriel Jackson, La Segunda República española y la Guerra Civil, 1931-1939, 1965, p. 384
3. ↑  (es) Hugh Thomas, La Guerra Civil Española, 1976, p. 667
4. ↑  (es) Martinez Bande, La Campaña de Vizcaya, p. 135
5. ↑  (es) Manuel Montero García, Historia de Vizcaya, 1980